# Cardiophorus pallidus
Cardiophorus pallidus là một loài bọ cánh cứng trong họ Elateridae. Loài này được Dajoz miêu tả khoa học năm 2001.